# Ла Пјеве (Пиза)
Ла Пјеве је насеље у Италији у округу Пиза, региону Тоскана.
Према процени из 2011. у насељу је живело 54 становника. Насеље се налази на надморској висини од 206 м.